# Dougherty (Oklahoma)
Dougherty is een plaats (town) in de Amerikaanse staat Oklahoma, en valt bestuurlijk gezien onder Murray County.

## Demografie
Bij de volkstelling in 2000 werd het aantal inwoners vastgesteld op 224.
In 2006 is het aantal inwoners door het United States Census Bureau geschat op 230, een stijging van 6 (2,7%).

## Geografie
Volgens het United States Census Bureau beslaat de plaats een oppervlakte van
1,0 km², geheel bestaande uit land. Dougherty ligt op ongeveer 236 m boven zeeniveau.

## Geboren
- Kay Starr (1922-2016), pop- en jazzzangeres

## Plaatsen in de nabije omgeving
De onderstaande figuur toont nabijgelegen plaatsen in een straal van 24 km rond Dougherty.